# British Steel (álbum)
British Steel es el sexto álbum de estudio de la banda británica de heavy metal Judas Priest, publicado en 1980 por Columbia Records. Es la primera producción con el baterista Dave Holland, luego de ingresar a la banda en agosto de 1979 en reemplazo de Les Binks.
Para muchos críticos es el trabajo que los consagró en los mercados mundiales y que colocó al heavy metal en la escena musical de principios de los ochenta. Además, es considerado como la grabación que encabezó la Nueva ola del heavy metal británico durante el primer semestre de ese año. También, y con el pasar de los años, ha sido colocado en diversas listas sobre los mejores álbumes del metal, un ejemplo de ello es que en 2005 la revista Kerrang! lo posicionó en el puesto 12 de su lista de los 100 mejores álbumes británicos.
En 2001 se remasterizó con dos pistas adicionales; «Red, White & Blue» grabada durante las sesiones de Turbo en 1985 y una versión en vivo de «Grinder» grabada en 1984 en Long Beach (California). Por su parte en 2009, la banda dio una serie de conciertos para conmemorar los primeros treinta años de su lanzamiento, del cual se grabó el CD y DVD British Steel - 30th Anniversary que se publicó en el 2010. Como dato tanto este disco como Rocka Rolla de 1974 y Defenders of the Faith de 1984, son sus únicas producciones que han sido interpretadas completamente en directo.

## Antecedentes
Luego que la agrupación quedara satisfecha con la calidad de Unleashed in the East, decidieron trabajar nuevamente con el productor Tom Allom y en el mismo estudio donde se realizó la masterización; los Starling Studios en Ascot, Inglaterra, cuyo dueño es Ringo Starr de The Beatles. Su grabación se realizó en tan solo 28 días entre los meses de enero y febrero de 1980, mientras que su mezcla demoró un poco más de dos meses y se realizaron en los CBS Recording Studios en Nueva York.
Cabe mencionar que tanto Allom como la banda quisieron agregar algunos efectos de sonidos a sus canciones, pero como en ese entonces no existían maquetas de ellos, tuvieron que crearlos. Dichos efectos se aprecian notoriamente en «Metal Gods»; por ejemplo el sonido similar a un látigo, en realidad era un cable de guitarra golpeando una maleta sobre una mesa. Los truenos que se escuchan al principio —en ciertas remasterizaciones estos aparecen en la parte final de «Rapid Fire»— fueron creados por una puerta de vaivén que se cerraba de golpe, y por último, el sonido en su parte final similar a una marcha de robots se hizo balanceando un taco de billar en el aire que posteriormente Allom arregló en la masterización.
También fueron creados algunos sonidos especiales para la canción «Breaking the Law». El efecto de vidrios quebrados que se escucha luego que Rob Halford dice «you don't know what it's like», fueron hechos con botellas de leche y de cerveza que quebraron dentro del porsche de Ringo. Por último, el sonido de una sirena de policía fue hecha en realidad con el trémolo de la Fender Stratocaster de K.K. Downing, que posteriormente Allom revertía y comprimía en la sala de estudio.

## El supuesto robo de las cintas
A mediados de febrero y luego del término del proceso de grabación, el agente de London PR Tony McBrain creó el rumor de que las cintas habían sido robadas. Este supuesto, fue inventado sin el consentimiento de la banda ni del equipo de producción, que incluso llegó a los medios de comunicación. Estos últimos fueron los encargados de exagerar dicha invención, afirmando incluso que la banda ofrecía 100 000 dólares para quien devolviera las cintas y que la gira promocional corría peligro. Al final, la banda tuvo que dar diversas conferencias diciendo que todo fue un montaje y que el fin de esta mentira ni ellos lo sabían.

## Lanzamiento y promoción
Se publicó oficialmente el 14 de abril de 1980 en el Reino Unido por CBS Records donde alcanzó el puesto 4 en los UK Albums Chart, la posición más alta hasta el día de hoy para una producción de la banda en su propio país. Además, el 4 de junio del mismo año el organismo inglés British Phonographic Industry lo certificó con disco de plata luego de vender más de 60 000 copias, convirtiéndose en la primera certificación discográfica que reciben en dicho país. En el mismo día se lanzó en los Estados Unidos por el sello Columbia, donde obtuvo la posición 34 en la lista Billboard 200. Para 1982 el disco vendió más de 500 000 copias en el país norteamericano y para 1989 sus ventas superaban el millón de ejemplares, certificándose con disco de platino.
Para promocionarlo se publicaron tres canciones como sencillos durante 1980. El primero de ellos fue «Living After Midnight» que ocupó el puesto 12 en los UK Singles Chart y que fue apoyado con un vídeo musical grabado en el recinto Sheffield City Hall de Sheffield. El 23 de mayo se puso a la venta el segundo sencillo, «Breaking the Law», que igual alcanzó el lugar 12 en el Reino Unido y que hasta el día de hoy es una de sus canciones más versionadas por otros artistas. Finalmente en agosto se lanzó «United» que solo llegó al puesto 26 en la lista británica.
A principios de marzo iniciaron en Gales la gira promocional British Steel Tour, que contó con Iron Maiden como teloneros por la primera parte de conciertos por el Reino Unido. También y durante varias presentaciones por los Estados Unidos tuvieron a Def Leppard y Scorpions como artistas invitados. Con más de setenta fechas la gira culminó el 23 de agosto en Núremberg, Alemania Occidental.

## Comentarios de la crítica
Tras su lanzamiento ha recibido positivas reseñas por parte de la crítica especializada. Steve Huey de Allmusic le otorgó cinco estrellas de cinco posibles afirmando que: «dio inicio a los días de gloria del heavy metal de la década de 1980», además mencionó que gracias a este álbum la banda comenzó su éxito comercial y los consolidó como iconos del género. En la crítica realizada por la revista Rolling Stone en 1980, se comparó con otras producciones lanzadas ese año afirmando que: «la banda esta librando una guerra. En British Steel, incluso suenan como si estuvieran ganando», además mencionaron: «el nuevo disco parece alimentado por ritmos ametralladores y con un ataque de guitarras ruidosas». Por su parte, PopMatters afirmó que a pesar de no ser su mejor álbum British Steel es un punto de inflexión para la banda, porque los posicionó por fin en el mercado estadounidense, cosa que con una extraordinaria carrera previa no habían podido conseguir.
Con el pasar de los años ha ingresado en varias listas de los mejores álbumes realizados por revistas, sitios webs u otras publicaciones, como por ejemplo fue incluido en los 100 álbumes más importantes de los ochenta de la revista Terrorizer; los 200 grandes álbumes de los ochenta de Classic Rock; 1000 álbumes que debes escuchar hasta de morir de The Guardian y en los 100 álbumes de los ochenta de Ultimate Classic Rock, entre otros. Además, en 2001 el medio alemán Rock Hard lo puso en el puesto once de los grandes 300 álbumes; en 2004 la revista Q lo incluyó en el lugar 51 de su lista los 50 (+50) mejores álbumes británicos; en 2005 la revista Kerrang! lo posicionó en el puesto doce de su lista de los 100 mejores álbumes británicos; en 2016 Loudwire lo agregó en los 80 álbumes de hard rock y metal de los ochenta (puesto 36) y en 2017 Rolling Stone lo posicionó en el tercer lugar de los 100 grandes álbumes de heavy metal de todos los tiempos. Por último, en uno de los discos incluidos en el libro 1001 Albums You Must Hear Before You Die.

## Portada
El artista Roslaw Szaybo al conocer el título del disco creó la portada basándose en la empresa siderúrgica del mismo nombre; British Steel Corporation, cuya división producía acero inoxidable para la elaboración de hojas de afeitar y que como anécdota Glenn Tipton trabajó cinco años en ella. Para dar hincapié en ello colocó en una mano una hoja de afeitar con el logo de la banda en el interior de ella y a ambos costados el título del álbum. A pesar de que Szaybo nunca ha dado un posible significado de su concepto, Rob Halford mencionó en el 2001 que al no haber sangre saliendo de los dedos podría significar que el heavy metal era filoso pero que no causaba daño alguno.
En 2010 y como conmemoración del 30.º aniversario del lanzamiento del álbum la portada fue retocada, sacando la mano que asujetaba la hoja y en su lugar se agregó gotas de sangre en la parte inferior de ella. Por otro lado, en el 2001 Absolut Vodka en su campaña llamada Series Albums Cover —una colección de destacadas portadas de álbumes con el diseño de la botella incorporado en las imágenes— modificó la portada agregando su típica botella al interior de la hoja de afeitar y que fue nombrada como Absolut Priest.

## La celebración del 30.º aniversario
Durante el 2009 la banda interpretó íntegramente el álbum en varias presentaciones en vivo, como parte de la celebración de los primeros treinta años desde su lanzamiento. Además, se grabó un concierto dado el 17 de agosto del mismo año en el Seminole Hard Rock Arena de Hollywood (Florida), para el DVD titulado 30th Anniversary Edition y que contó con todas las canciones del disco en vivo. Su mezcla lo realizó el mismo Tom Allom y contó además con el making off de British Steel, con las opiniones de los miembros de la banda. Por último, todas las canciones en vivo de British Steel fueron incluidas como material descargable para el videojuego Rock Band el 11 de mayo de 2010.

## Lista de canciones
Todas las canciones escritas por Rob Halford, K.K. Downing y Glenn Tipton.
| Edición estadounidense |                                       |          |  |
| N.º                    | Título                                | Duración |  |
| 1.                     | «Breaking the Law»                    | 2:35     |  |
| 2.                     | «Rapid Fire»                          | 4:08     |  |
| 3.                     | «Metal Gods»                          | 4:00     |  |
| 4.                     | «Grinder»                             | 3:58     |  |
| 5.                     | «United»                              | 3:35     |  |
| 6.                     | «Living After Midnight»               | 3:31     |  |
| 7.                     | «You Don't Have to Be Old to Be Wise» | 5:04     |  |
| 8.                     | «The Rage»                            | 4:44     |  |
| 9.                     | «Steeler»                             | 4:30     |  |

| Edición británica y versión remasterizada de 2001 |                                       |          |  |
| N.º                                               | Título                                | Duración |  |
| 1.                                                | «Rapid Fire»                          | 4:08     |  |
| 2.                                                | «Metal Gods»                          | 4:00     |  |
| 3.                                                | «Breaking the Law»                    | 2:35     |  |
| 4.                                                | «Grinder»                             | 3:58     |  |
| 5.                                                | «United»                              | 3:35     |  |
| 6.                                                | «You Don't Have to Be Old to Be Wise» | 5:04     |  |
| 7.                                                | «Living After Midnight»               | 3:31     |  |
| 8.                                                | «The Rage»                            | 4:44     |  |
| 9.                                                | «Steeler»                             | 4:30     |  |

| Pistas adicionales reedición de 2001 |                                                                            |          |  |
| N.º                                  | Título                                                                     | Duración |  |
| 10.                                  | «Red White & Blue» (grabado durante las sesiones de Turbo)                 | 3:40     |  |
| 11.                                  | «Grinder» (en vivo, grabado en Long Beach (California), 5 de mayo de 1984) | 4:49     |  |

### Edición 30th Anniversary CD/DVD
Todas las canciones escritas por Rob Halford, K.K. Downing y Glenn Tipton, a menos que se indique lo contrario.

| N.º | Título                                            | Escritor(es)                        | Duración |  |
| 1.  | «Rapid Fire»                                      |                                     | 4:18     |  |
| 2.  | «Metal Gods»                                      |                                     | 4:34     |  |
| 3.  | «Breaking the Law»                                |                                     | 2:43     |  |
| 4.  | «Grinder»                                         |                                     | 4:06     |  |
| 5.  | «United»                                          |                                     | 3:45     |  |
| 6.  | «You Don't Have to Be Old to Be Wise»             |                                     | 5:24     |  |
| 7.  | «Living After Midnight»                           |                                     | 4:53     |  |
| 8.  | «The Rage»                                        |                                     | 5:04     |  |
| 9.  | «Steeler»                                         |                                     | 5:23     |  |
| 10. | «The Ripper»                                      | Tipton                              | 3:09     |  |
| 11. | «Prophecy» (solo en el DVD y descarga por ITunes) |                                     | 6:12     |  |
| 12. | «Hell Patrol»                                     |                                     | 3:57     |  |
| 13. | «Victim of Changes»                               | Al Atkins, Halford, Downing, Tipton | 9:29     |  |
| 14. | «Freewheel Burning»                               |                                     | 5:49     |  |
| 15. | «Diamonds & Rust»                                 | Joan Báez                           | 4:07     |  |
| 16. | «You've Got Another Thing Comin'»                 |                                     | 8:58     |  |

## Músicos
- Rob Halford: voz
- K.K. Downing: guitarra eléctrica
- Glenn Tipton: guitarra eléctrica
- Ian Hill: bajo
- Dave Holland: batería